# Shelbyville (Tennessee)
Shelbyville város az Amerikai Egyesült Államok Tennessee államában, Bedford megyében, melynek megyeszékhelye. Lakosainak száma 23 557 fő (2020. április 1.).

## Népesség
A település népességének változása:

| 2010 | 20 335 |
| 2020 | 23 557 |